# 228 (szám)
A 228 (kétszázhuszonnyolc) a 227 és 229 között található természetes szám.

## A matematikában
228:
- Harshad-szám